# سوق الخمیس دادس
سوق الخمیس دادس (به فرانسوی: Souk Lakhmis Dades) یک کومونه در مراکش است که در سوس ماسه درعه واقع شده‌است. سوق الخمیس دادس ۱۶٬۳۸۷ نفر جمعیت دارد.